# Microhyla petrigena
Microhyla petrigena és una espècie de granota que viu a Brunei, Indonèsia, Malàisia i les Filipines.
Està amenaçada d'extinció per la pèrdua del seu hàbitat natural.